# اچ‌ام‌اس بلوند (۱۸۱۹)
اچ‌ام‌اس بلوند (۱۸۱۹) (به انگلیسی: HMS Blonde (1819)) یک کشتی بود که طول آن ۱۵۵ فوت (۴۷٫۲ متر) بود. این کشتی در سال ۱۸۱۹ ساخته شد.